# James Allen Ward
Vous lisez un « bon article » labellisé en 2021.
Pour les articles homonymes, voir Ward.
Cet article possède un paronyme, voir James Ward.
James Allen Ward, né le 14 juin 1919 à Wanganui (Nouvelle-Zélande) et mort au combat le 15 septembre 1941 à Hambourg (Allemagne), est un aviateur néo-zélandais, récipiendaire de la croix de Victoria (VC). La VC est la récompense la plus élevée et la plus prestigieuse pouvant être décernée aux soldats britanniques et du Commonwealth, pour bravoure face à l'ennemi.
Ward est enseignant dans son pays natal lorsqu’éclate la Seconde Guerre mondiale en Europe. Il se porte immédiatement volontaire pour intégrer la force aérienne royale néo-zélandaise et, après avoir terminé sa formation sur place, il est envoyé en Angleterre. À la mi-1941, il est affecté au No. 75 Squadron RAF de la Royal Air Force, qui opère avec des bombardiers Vickers Wellington. Il participe à ses premières missions de bombardement en tant que copilote. Au cours de l’une d’elles, dans la nuit du 7 juillet 1941, après une attaque d’un avion de chasse allemand au-dessus du territoire néerlandais, il accomplit l'exploit de monter en plein vol sur l'aile droite de son Wellington pour étouffer un incendie qui s’est déclaré près du moteur. Ce fait d’armes exceptionnel lui vaut l’attribution de la croix de Victoria et la rencontre du Premier ministre Winston Churchill au 10 Downing Street. Ward est le premier des trois aviateurs néo-zélandais à recevoir la VC pendant la Seconde Guerre mondiale. Néanmoins, un mois après cette cérémonie, alors qu’il commande son propre Wellington, Ward est tué avec trois membres de son équipage, à l’issue d'une autre mission de bombardement au-dessus de l'Allemagne, lorsque son avion touché par la chasse s’écrase près de Hambourg.

## Jeunesse
James Allen Ward est né le 14 juin 1919 à Wanganui, en Nouvelle-Zélande, d'immigrants anglais, Percy et Ada Ward,. Il suit ses études au collège technique de Wanganui. Après l'obtention de son diplôme, il entreprend des études d'enseignant à Wellington. Passionné par l'aviation, il s'inscrit au club d'aéromodélisme de Wanganui et l’essentiel de son temps libre est consacré à cette occupation. Début 1939, il fait voler son premier modèle lors d'une exposition. Diplômé la même année, il vient d'accepter un poste à l'école Castle Cliff de Wanganui lorsque la Seconde Guerre mondiale éclate. Il se porte immédiatement volontaire pour intégrer la force aérienne royale néo-zélandaise (RNZAF).

## Seconde Guerre mondiale

### Entraînement

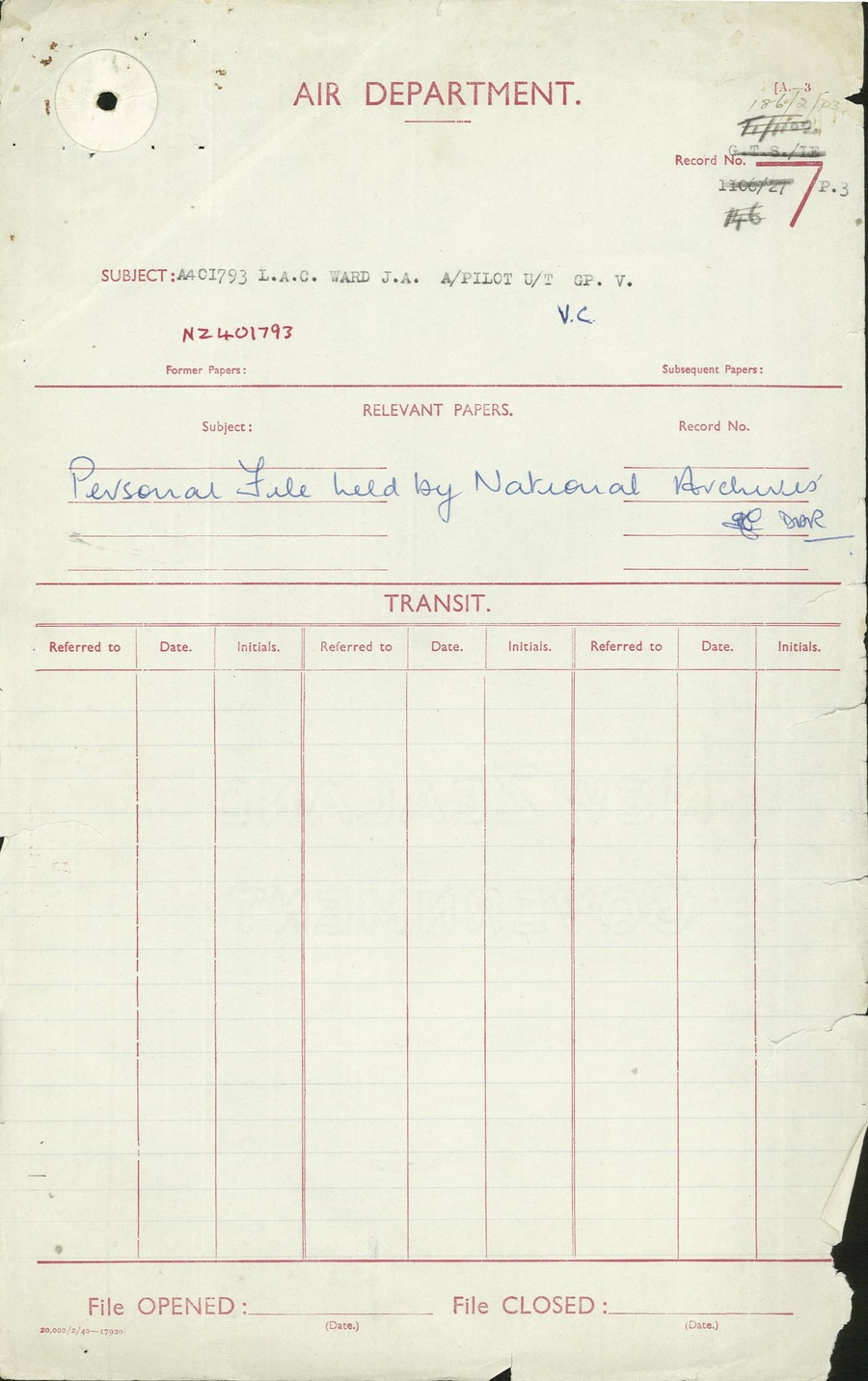
Dossier militaire de Ward (1939-1945).

En dépit de son enrôlement rapide dans la RNZAF, Ward n'est appelé que le 1er juillet 1940 et se présente à Levin pour sa formation initiale. Il entre ensuite à l'école élémentaire de pilotage Taieri de la RNZAF puis suit des cours plus avancés à la base aérienne de Wigram à Christchurch. On le considère comme un pilote d'un très bon niveau, fiable et ayant confiance en lui.  Pendant cette période de formation, il a comme camarade de classe Fraser Barron, notable pilote de bombardier pendant la guerre.
Ward obtient son brevet de pilote le 18 janvier 1941 et est promu sergent quelques jours plus tard. À la fin du mois, il part pour l'Angleterre à bord du navire de transport de troupes Aorangi, pour commencer son service dans la Royal Air Force (RAF),. Après un arrêt aux îles Fidji, il débarque sur la côte ouest du Canada pour rejoindre la côte est en train. De là, Ward embarque sur le Georgic et traverse l'Atlantique. Il arrive en Angleterre le 5 mars et est sélectionné, tout comme Frason Barron, pour être formé sur des bombardiers lourds. Il est pour cela affecté à la 20e unité d'entraînement opérationnel de bombardiers de la RAF, sur la base aérienne de Lossiemouth en Écosse. À la mi-1941, Ward est affecté au No. 75 Squadron RAF. Selon Hugh Kimpton, un compatriote néo-zélandais en même temps à Lossiemouth, une seule place était disponible dans l'escadron à l'époque : Ward est sélectionné après avoir remporté un tirage au sort entre lui et Kimpton.

### Arrivée au No. 75 Squadron

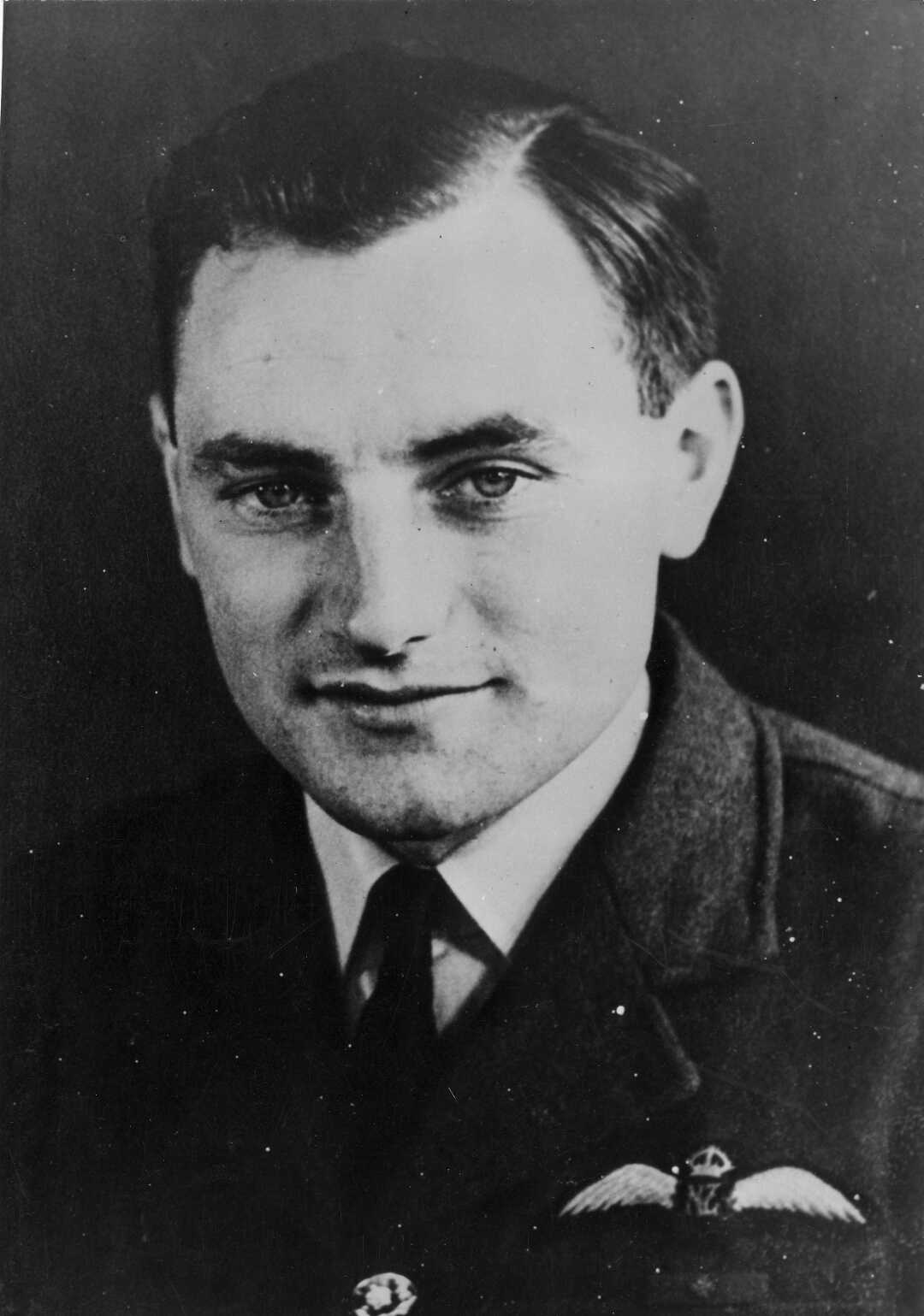
Portrait de James Allen Ward en 1941.

Le No. 75 Squadron est une unité de la RAF formée autour de membres de la RNZAF présents en Angleterre avant le déclenchement de la Seconde Guerre mondiale pour prendre livraison de trente bombardiers Vickers Wellington dont le gouvernement néo-zélandais avait fait l'acquisition. Ce personnel avait installé une unité à la RAF Marham, base aérienne dans le Norfolk, pour préparer le transfert des Wellington vers la Nouvelle-Zélande. Cependant, une fois les hostilités déclenchées, avec l'autorisation du gouvernement néo-zélandais, les aviateurs sont incorporés dans des unités de la Royal Air Force. Peu de temps après, le personnel de la RNZAF est regroupé dans le No. 75 Squadron, le premier escadron issu du Commonwealth, sous la supervision du Bomber Command. Au moment de l'arrivée de Ward dans l'escadron, celui-ci est affecté à la base aérienne de la RAF à Feltwell dans le Norfolk et vole sur des bombardiers Wellington. Le premier vol de Ward est effectué le 14 juin 1941, le lendemain de son arrivée sur la base, en tant que pilote en second du chef d'escadron Reuben P. Widdowson, un Canadien, pour une mission de bombardement sur Düsseldorf en Allemagne. Par coïncidence, c'est le jour du 22e anniversaire de Ward. Au cours des semaines qui suivent, il effectue cinq autres missions de bombardement, toujours sous le commandement de Widdowson,,,.

### Obtention de la croix de Victoria

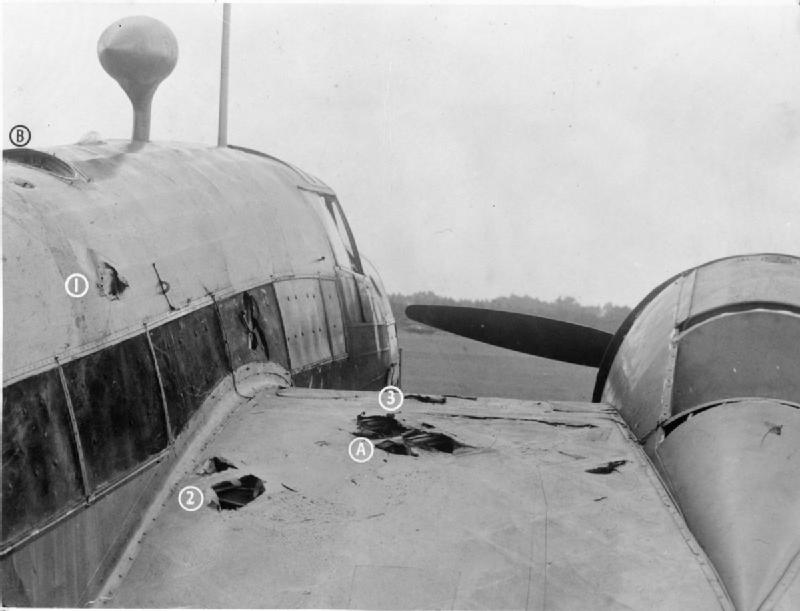
Le Wellington dans lequel Ward a volé le 7 juillet 1941. Sont repérés par des lettres ou chiffres : (A) les dégâts infligés par l'attaque du chasseur de nuit, ce qui provoqua l'incendie, (B) l'astrodôme par lequel J.A. Ward est sorti pour tenter d'étouffer l'incendie et (1, 2, 3) les trous réalisés par Ward pour l'aider à marcher sur l'aile afin d'éteindre l'incendie.

La quatrième mission où Ward vole avec Widdowson se déroule dans la nuit du 7 au 8 juillet,; il s'agit d'un raid sur Münster au nord de la Rhénanie. Durant le vol retour, alors qu'il survole le Zuiderzee le long des côtes néerlandaises, le Wellington de Widdowson et Ward est attaqué par un chasseur de nuit allemand, un Messerschmitt Bf 110. À la suite de l'attaque, le moteur de l'aile tribord est touché. Son système hydraulique ne répond plus. Le système de communication interne ne fonctionne plus, de même que la communication sans fil. De la fumée commence à envahir le fuselage. Le mitrailleur de queue, le sergent Allan R. J. Box, bien que blessé au pied, abat le chasseur de nuit,. Un réservoir de carburant logé à l’intérieur de l'aile tribord est perforé, ce qui déclenche un important incendie à l'arrière du moteur. Après plusieurs tentatives pour éteindre les flammes, effectuées à l'aide d'extincteurs dirigés au travers d'un trou pratiqué dans le fuselage du Wellington, toutes sans résultat, le commandant de bord Widdowson ordonne à l'équipage d'abandonner l'avion en sautant en parachute. Cependant, Ward se propose pour sortir sur l’aile en plein vol dans le but d'étouffer le feu, ceci à l'aide d'une housse servant à protéger le moteur au sol, et qui se trouve pliée dans la carlingue. Ward est « assuré » à l’aide d’une corde tenue par un autre membre d’équipage (le sergent L. A. Lawton, de la RNZAF, navigateur à bord, qui veille à garder la corde tendue) et, après ralentissement de l’avion (il vole désormais à 145 km/h), il s’extrait du fuselage par l'astrodôme (lequel sert à la navigation à l'aide des étoiles) : au moyen d’une hache de lutte contre l'incendie, il perfore en trois endroits le tissu de revêtement externe du fuselage, se créant ainsi des prises pour les mains et des endroits où placer les pieds, ce qui lui permet d’atteindre le côté droit de l'avion puis de progresser sur l'aile,,,,. Le Wellington possédant une structure géodésique, Ward peut coincer ses pieds dans la structure et tenir fermement les montants métalliques. 

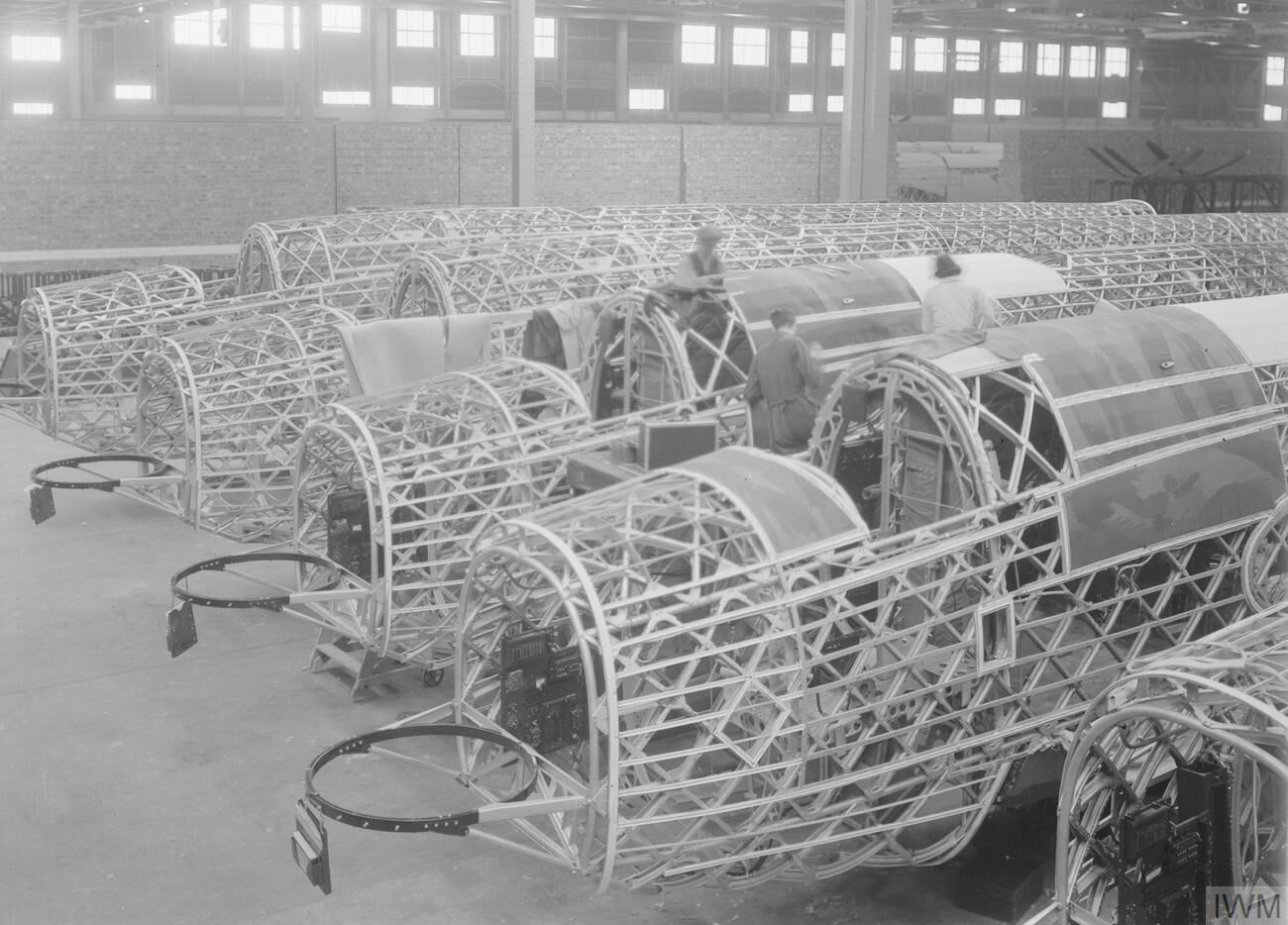
Structure géodésique d'un Vickers Wellington en construction. En perforant le tissu de protection, Ward a réussi à progresser le long du fuselage jusqu'à l'aile tribord.

Il atteint rapidement le moteur et s’affaire à étouffer les flammes avec la housse en toile. Une fois l'incendie éteint, la housse lui sert à obstruer le trou par lequel le carburant, provenant d'une conduite d'essence endommagée lors de l'attaque, s’était échappé, avait provoqué et entretenu l'incendie. Ward, épuisé, retourne avec précaution vers l'astrodôme. Lawton, qui continue « d'assurer » Ward, l'aide à revenir à l’intérieur de l'avion. Bien que la housse soit rapidement emportée par le vent relatif, l'incendie ne reprend pas, faute de matière combustible pour l'alimenter, et l'avion se trouve sécurisé. Il n’est désormais plus nécessaire d’évacuer l'avion et celui-ci traverse la mer du Nord pour atteindre les côtes britanniques : il effectue un atterrissage d'urgence, sans volets ni freins, à Newmarket. Une haie et une clôture en bout de piste sont heurtées et détruites par le Wellington,,,,. Trop endommagé, l'avion ne volera plus. 
Ward compare son aventure sur l'aile de l'avion en plein vol, de surcroît à l’arrière d’une hélice en pleine action, au fait de « [...] se retrouver dans une terrible tempête, pire que toutes les rafales [qu'il a] jamais connues ». En reconnaissance du courage de Ward, le commandant du No. 75 Squadron, le wing commander C. Kay, décide de le proposer de suite pour l’obtention de la croix de Victoria (VC) : instituée en 1856, la VC est la distinction la plus éminente pouvant être accordée à un soldat de l'Empire britannique, ayant fait preuve de bravoure face à l'ennemi. Kay recommande également Widdowson pour la Distinguished Flying Cross et le sergent Allan R. J. Box (un Néo-Zélandais d'Auckland, qui avait abattu le chasseur de nuit) pour la Distinguished Flying Medal. Ce dernier, blessé, était resté à son poste, totalement isolé de l'équipage car le système de communication ne fonctionnait plus. Les décorations pour Widdowson et Box sont immédiatement approuvées tandis qu'il faut attendre le 5 août pour l'aprobation de la VC de Ward. 
La citation de Ward à la VC est publiée dans la London Gazette sous la forme suivante :

« Dans la nuit du 7 juillet 1941, le sergent Ward était le pilote en second d'un bombardier Wellington revenant d'une attaque sur Munster. Alors qu'il survolait le Zuiderzee à 13 000 pieds, son avion fut attaqué par en dessous par un Bf 110 allemand, qui tira avec succès des obus et des balles incendiaires. Le mitrailleur arrière a été blessé au pied mais a délivré une rafale qui a fait s'écraser le chasseur ennemi, apparemment hors de contrôle. Un incendie s'est alors déclaré dans le moteur tribord du Wellington et, alimenté par l'essence d'un tuyau perforé, il a rapidement pris une ampleur alarmante et a menacé de s'étendre à toute l'aile. L'équipage a perforé un trou dans le fuselage et s'est acharné pour réduire le feu avec des extincteurs, et même du café, sans succès. Ils ont alors été avertis qu'ils devaient être prêts à abandonner l'avion. En dernier recours, le sergent Ward s'est porté volontaire pour tenter d'étouffer le feu avec une housse de protection pour moteur qui se trouvait être utilisée comme coussin. Au début, il a proposé de jeter son parachute pour réduire la résistance au vent, mais on l'a finalement persuadé de le prendre [sur le dos]. Il s'était attaché grâce à une corde, bien que cela n'ait pas été d'une grande aide et aurait pu devenir un danger s'il avait été projeté hors de l'avion.
Avec l'aide de son navigateur, il a ensuite escaladé l'étroit astrodôme et a mis son parachute. Le bombardier volait à vitesse réduite mais la pression du vent devait être suffisante pour rendre l'opération extrêmement difficile. En trouant le tissu [extérieur de la carlingue et de l’aile] pour se faire des prises pour les mains et les pieds si nécessaire et profitant également des trous existants dans le tissu, le sergent Ward a réussi à descendre les trois pieds qui le séparait de l'aile et à passer encore les trois pieds vers une position à l’arrière du moteur, malgré le souffle de l'hélice qui l'a presque fait s'envoler de l'aile. Couché dans cette position précaire, il a étouffé le feu dans le tissu de l'aile et a essayé de pousser la couverture dans le trou de l'aile et sur le tuyau qui fuyait et d'où le feu provenait. Cependant, dès qu'il eut retiré sa main, un vent terrible fit sauter la couverture et quand il essaya à nouveau, elle fut perdue. Fatigué comme il était, il a pu, avec l'aide du navigateur, faire un voyage de retour réussi mais périlleux vers l'avion. Il n'y avait plus de risque d'incendie à partir de la conduite d'essence car il ne restait plus de tissu à proximité et il s'est éteint naturellement. Lorsque l'avion était presque rentré sur le territoire national, de l'essence qui s'était accumulée dans l'aile s'est enflammée furieusement mais s'est éteinte tout à coup. Un atterrissage en toute sécurité a été effectué malgré les dommages subis à l'avion. Le vol de retour a été rendu possible grâce à la bravoure du sergent Ward qui a éteint le feu sur l'aile dans les circonstances les plus difficiles et au péril de sa vie. »

La VC de Ward est la première des trois médailles attribuées à des aviateurs néo-zélandais au cours du conflit, ; les deux autres l’ont été au chef d'escadron Leonard Trent, un pilote de bombardier, et au flying officer Lloyd Trigg (en), un pilote du Coastal Command. Selon Clifton Fadiman (en), qui a recueilli de nombreuses anecdotes au cours de la guerre, le Premier ministre Winston Churchill a convoqué Ward au 10 Downing Street, peu après l'annonce de l’attribution de sa VC. Le Néo-Zélandais aurait apparemment été ému par la circonstance et n'aurait pas été en mesure de répondre aux questions du Premier ministre. Churchill regarda Ward avec une certaine compassion et lui dit : « Vous devez vous sentir très humble et maladroit en ma présence ». « Oui, monsieur » répondit Ward. « Alors vous pouvez imaginer à quel point je me sens humble et maladroit devant vous », aurait ajouté Churchill.

### Mort
Après son vol du 7 juillet, Ward accomplit encore deux missions en tant que second pilote puis il est promu commandant de l’équipage de son propre bombardier. Il effectue deux missions aux commandes de son avion, la première (sa neuvième depuis ses débuts à Feltwell) au-dessus de Brest le 13 septembre; à la suite de celle-ci, des dégâts causés par la Flak l'obligent à atterrir d'urgence à Honington dans le Suffolk. Lors de sa deuxième mission, un raid sur Hambourg dans la nuit du 14 au 15 septembre, peu de temps après avoir largué ses bombes, son Wellington est poursuivi par un chasseur de nuit qui le mitraille. Un incendie se déclare à bord et Ward ordonne à son équipage une évacuation d’urgence ; il parvient à maintenir suffisamment de stabilité à l’avion pour que deux membres de son équipage (le navigateur et l'opérateur radio) puissent sauter en parachute ; ceux-ci sont ensuite capturés au sol puis incarcérés en tant que prisonniers de guerre. Le Wellington poursuit sa chute et s’écrase près de Hambourg, avec Ward et le reste de son équipage à bord : tous les quatre sont tués. Il a été initialement signalé que le Wellington avait été touché et détruit par la Flak. Ce n'est que lorsque les deux survivants ont été libérés de leur camp de prisonniers qu'a été confirmé le fait que l’appareil avait été la victime d’un chasseur de nuit,.

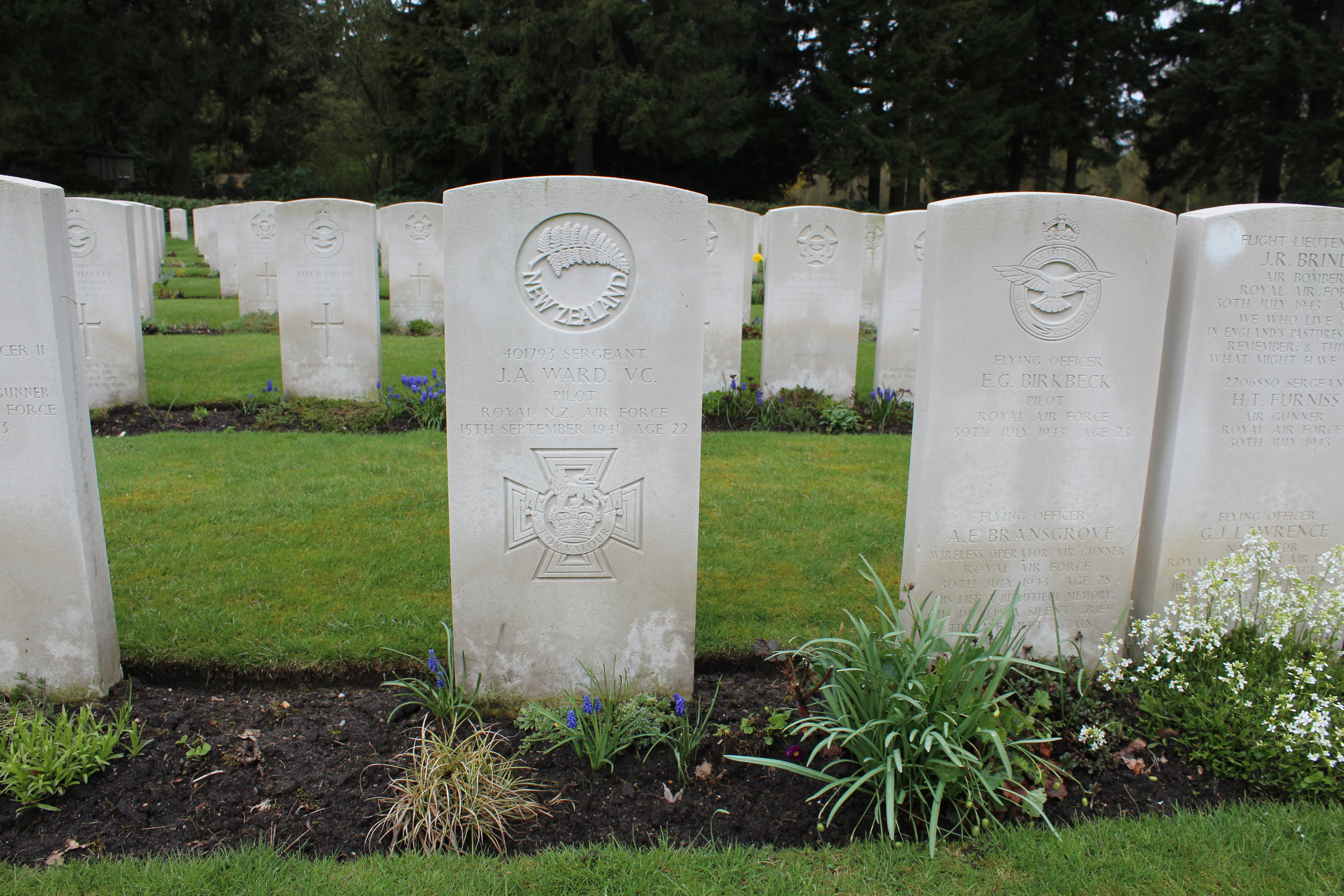
La tombe de Ward à Hambourg, Allemagne.

À l'insu de Ward, un fonctionnaire du ministère de l'Air britannique avait suggéré au gouvernement néo-zélandais de le renvoyer en Nouvelle-Zélande : en effet, son profil, à la suite de l'obtention de sa VC, aurait été utile à des fins de propagande et de recrutement. Il aurait également pu servir comme instructeur dans l'un des escadrons nationaux de la RNZAF. Le 15 septembre 1941, jour de la mort de Ward, le group captain Hugh Saunders, chef d'état-major de la RNZAF, avait approuvé la proposition de le récupérer en Nouvelle-Zélande. 
Le corps de Ward est retrouvé dans l'épave de son avion par les Allemands qui l’enterrent dans un cimetière civil. Initialement signalé au Royaume-Uni et en Nouvelle-Zélande comme « manquant, présumé mort », on a un moment considéré que Ward pût être prisonnier de guerre. Sa mort n'a été officiellement confirmée qu'en août 1942, ce par la Croix-Rouge. Après la guerre et une identification officielle, ses restes ont été transférés dans le cimetière de guerre du Commonwealth d'Ohlsdorf à Hambourg,.

### Registre des vols de Ward
Le tableau suivant reprend les dix vols effectués par Ward, du 16 juin au 15 septembre 1941, jour de sa mort. Ward a ainsi effectué huit vols comme second pilote et deux vols comme pilote principal. 
| N° | Date                 | Objectif(s)          | Équipage | Avion                   | Heure de décollage | Heure de retour | Sources |
| -- | -------------------- | -------------------- | --- | ----------------------- | ------------------ | --------------- | ------- |
| 1  | 16-17 juin 1941      | Düsseldorf           | - S/L Reuben Pears Widdowson (1er pilote) - Sgt James Allen Ward (2d pilote) - Sgt Lawrence Alan Lawton (navigateur) - Sgt « Monty » Partridge (opérateur radio) - Sgt Evans (mitrailleur avant) - Sgt Allan Robert James Box (mitrailleur de queue)                   | Wellington Mk.Ic R.1457 | 23 h 40            | 4 h 40          | ,       |
| 2  | 18-19 juin 1941      | Brest                | - S/L Reuben Pears Widdowson (1er pilote) - Sgt James Allen Ward (2d pilote) - Sgt Lawrence Alan Lawton (navigateur) - Sgt « Monty » Partridge (opérateur radio) - Sgt Evans (mitrailleur avant) - Sgt Allan Robert James Box (mitrailleur de queue)                   | Wellington Mk.Ic R.1457 | 22 h 40            | 4 h 0           | ,       |
| 3  | 21-22 juin 1941      | Cologne & Dunkerque  | - F/O Cecil McKenzie Hill (1er pilote) - Sgt James Allen Ward (2d pilote) - Sgt Norman Harrison (navigateur) - Sgt W. Mason (opérateur radio) - Sgt Lloyd Elliot (mitrailleur avant) - P/O Charles Stokes (mitrailleur de queue)                                       | Wellington Mk.Ic T.2805 | 23 h 10            | 4 h 45          | ,       |
| 4  | 24-25 juin 1941      | Kiel & Düsseldorf    | - P/O Alan Murray Hobbs (1er pilote) - Sgt James Allen Ward (2d pilote) - Sgt Rodney Patrick Carling (navigateur) - Sgt Reginald James Turner (opérateur radio) - Sgt Robert Samuel Carson Craig (mitrailleur avant) - Sgt Graham Stuart Walker (mitrailleur de queue) | Wellington Mk.Ic N.2854 | 22 h 20            | 4 h 15          | ,       |
| 5  | 3-4 juillet 1941     | Essen                | - S/L Reuben Pears Widdowson (1er pilote) - Sgt James Allen Ward (2d pilote) - Sgt Lawrence Alan Lawton (navigateur) - Sgt W. Mason (opérateur radio) - Sgt Evans (mitrailleur avant) - Sgt Allan Robert James Box (mitrailleur de queue)                              | Wellington Mk.Ic R.1457 | 23 h 20            | 4 h 25          | ,       |
| 6  | 7-8 juillet 1941     | Münster              | - S/L Reuben Pears Widdowson (1er pilote) - Sgt James Allen Ward (2d pilote - Sgt Lawrence Alan Lawton (navigateur) - Sgt W. Mason (opérateur radio) - Sgt Evans (mitrailleur avant) - Sgt Allan Robert James Box (mitrailleur de queue)                               | Wellington Mk.Ic L.7818 | 23 h 10            | 4 h 35          | ,       |
| 7  | 21-22 juillet 1941   | Mannheim & Cherbourg | - S/L Reuben Pears Widdowson (1er pilote) - Sgt James Allen Ward (2d pilote) - Sgt Lawrence Alan Lawton (navigateur) - Sgt W. Mason (opérateur radio) - Sgt Raymond George Butt (mitrailleur avant) - Sgt Charles Thomas Black (mitrailleur de queue)                  | Wellington Mk.Ic R.1457 | 22 h 45            | 3 h 45          | ,       |
| 8  | 24-25 juillet 1941   | Kiel                 | - S/L Reuben Pears Widdowson (1er pilote) - Sgt James Allen Ward (2d pilote) - Sgt Lawrence Alan Lawton (navigateur) - Sgt W. Mason (opérateur radio) - Sgt Raymond George Butt (mitrailleur avant) - Sgt Charles Thomas Black (mitrailleur de queue)                  | Wellington Mk.Ic R.1237 | 22 h 20            | 4 h 45          | ,       |
| 9  | 13-14 septembre 1941 | Brest                | - Sgt James Allen Ward (1er pilote) - Sgt Horace Gordon Sloman (2d pilote) - Sgt L.E. Peterson (navigateur) - Sgt Robert William Toller (opérateur radio) - Sgt Harold Cook Watson (mitrailleur avant) - Sgt Kenneth Hutley Toothill (mitrailleur de queue)            | Wellington Mk.Ic X.9757 | 22 h 10            | 4 h 15          | ,       |
| 10 | 14-15 septembre 1941 | Hambourg             | - Sgt James Allen Ward (1er pilote) - Sgt Horace Gordon Sloman (2d pilote) - Sgt L.E. Peterson (navigateur) - Sgt Robert William Toller (opérateur radio) - Sgt Harold Cook Watson (mitrailleur avant) - Sgt Kenneth Hutley Toothill (mitrailleur de queue)            | Wellington Mk.Ic X.3205 |                    |                 | ,       |

## Croix de Victoria et postérité
La croix de Victoria de Ward est présentée à ses parents par le gouverneur général de la Nouvelle-Zélande à Wellington le 16 octobre 1942. La famille Ward prête la croix et d'autres médailles de service à la RNZAF pendant plusieurs années, jusqu'en 2006, date à laquelle elles leur sont rendues. Celles-ci sont ensuite prêtées au Musée du mémorial de guerre d'Auckland pour y être exposées,. 
Un certain nombre d’œuvres d’art rendent hommage à Ward, l'une étant une peinture de Peter McIntyre (en), intitulé Memorial to Sergeant James Allen Ward, V.C. et représentant l'exploit de Ward. Elle est exposée à la galerie Sarjeant à Wanganui, ville natale de Ward. Il y a aussi une plaque en son honneur dans le Queen's Gardens à Dunedin. En novembre 2004, le Wellington College of Education, en vue de sa fusion avec l'Université Victoria, renomme l'une de ses salles en l'honneur de Ward. Le 14 mai 2011, le centre communautaire de RAF Feltwell, base aérienne où était affecté Ward durant la Seconde Guerre mondiale, est inauguré et nommé en son honneur : il servait à l’époque de mess.